# フレンチ・コネクション 史上最強の麻薬戦争
『フレンチ・コネクション 史上最強の麻薬戦争』（フレンチコネクションしじょうさいきょうのまやくせんそう、La French）は、2014年のフランス・ベルギーの犯罪映画。
監督はセドリック・ヒメネス、出演はジャン・デュジャルダンとジル・ルルーシュなど。
トルコからフランスを経由してアメリカに輸出されていたヘロインの密売ルート“フレンチコネクション”の摘発に尽力した実在の判事ピエール・ミシェルの闘いを描いた実録クライム映画。日本では第27回東京国際映画祭コンペティション部門で『マルセイユ・コネクション』のタイトルで上映されたのみで、劇場未公開。

## ストーリー
1975年、マルセイユに異動してきた正義感の強い判事のピエール・ミシェルは、麻薬犯罪壊滅を目指す上層部の意向で重犯罪の担当を命じられる。これまで多くの麻薬被害者の子どもを見てきたミシェルはヘロインを世界的に密売する“フレンチコネクション“の摘発を決意、上司や妻の忠告にも耳を傾けずに突き進んでいく。
そしてミシェルは、組織を支配する麻薬王タニー・ザンパの存在を知り、彼を追い詰めようとするが、“フレンチコネクション“は一筋縄ではいかない相手であった。

## キャスト
※カッコ内は日本語吹替
- ピエール・ミシェル（フランス語版）: ジャン・デュジャルダン（山野井仁）
- タニー・ザンパ（フランス語版）: ジル・ルルーシュ（宗矢樹頼）
- ジャクリーヌ・ミシェル: セリーヌ・サレット（恒松あゆみ）
- クリスティアーヌ・ザンパ: メラニー・ドゥーテ（フランス語版）
- ル・フー（フランス語版）: ブノワ・マジメル（加瀬康之）
- ホセ・アルバレス: ギヨーム・グイ（フランス語版）
- バンカー: ブリュノ・トデスキーニ
- ガストン・ドフェール: フェオドール・アトキン（フランス語版）
- フランキー・マンゾーニ: ムーサ・マースクリ（フランス語版）
- ジャン・パキ: ピエール・ロペス
- マルコ・ダ・コスタ: シリル・ルコント（フランス語版）
- ファブリツィオ・マンドナート: ジャン＝ピエール・サンチェス
- シャルル・パレッティ: ジョルジュ・ネリ（フランス語版）
- ジタン: マルシャル・ベゾ（フランス語版）
- リュシアン・エイメ＝ブラン（フランス語版）: ベルナール・ブランカン
- アンジュ・マリエット: ジェラール・メラン（フランス語版）（石原辰己）
- ロベール: エリック・コラド（フランス語版）